# Квитка, Иван Иванович
Иван Иванович Квитка (р. 1967) — российский государственный и политический деятель. Депутат Государственной Думы V, VI, VII и VIII созывов, член комитета Госдумы по обороне  и комиссии Государственной Думы по рассмотрению расходов федерального бюджета, направленных на обеспечение национальной обороны, национальной безопасности и правоохранительной деятельности. Член Президиума Генерального совета Партии «Единая Россия», руководитель Уральского межрегионального координационного совета Партии «Единая Россия».
Из-за поддержки российско-украинской войны — под санкциями 27 стран ЕС, Великобритании, США, Канады, Швейцарии, Австралии, Японии, Украины, Новой Зеландии.

## Биография
Родился 4 мая 1967 года в посёлке Калач (ныне — Махнёвское муниципальное образование, Свердловская область). В 1967 году вместе с семьей переехал в город Нефтеюганск ХМАО Тюменской области.
В Нефтеюганске окончил школу. Поступил ПТУ № 37 в Нефтеюганске, который окончил с отличием в 1984 году. Занимался в авиаспортивном клубе в городе Ялуторовске. Прошел службу в ВДВ.
Образование высшее — в 1992 году окончил Тюменский индустриальный институт, по специальности машины и оборудование нефтяных и газовых промыслов, присвоена квалификация инженер-механик; в 1995 году окончил Тюменский государственный университет по специальности юриспруденция, присвоена квалификация юрист. Кандидат философских наук, доцент.
Работал слесарем по ремонту автомобилей, трудился на строительстве нефтегазовых трубопроводов. В дальнейшем работал заместителем директора Тюменского регионального центра Института социологии Российской академии наук; проректором Тюменского государственного института мировой экономики, управления и права; руководителем исполнительного комитета Тюменского регионального отделения Всероссийской политической партии «Единая Россия».
Избирался депутатом Тюменской областной Думы, работал заместителем председателя комитета по государственному строительству и местному самоуправлению.
В декабре 2007 года избран депутатом Государственной Думы пятого созыва, являлся заместителем председателя Комитета Государственной Думы по промышленности, в 2011 году избран депутатом Государственной Думы шестого созыва.
В 2021 году избран депутатом Государственной Думы восьмого созыва.

## Законотворческая деятельность
С 2007 по 2019 год, в течение исполнения полномочий депутата Государственной Думы V, VI и VII созывов, выступил соавтором 37 законодательных инициатив и поправок к проектам федеральных законов.

## Международные санкции
Из-за поддержки российской агрессии и нарушения территориальной целостности Украины во время российско-украинской войны находится под персональными международными санкциями разных стран.
23 февраля 2022 года внесён в санкционные списки стран Евросоюза за действия и политику, которые подрывают территориальную целостность, суверенитет и независимость Украины и еще больше дестабилизируют Украину.
24 февраля 2022 года включён в санкционный список Канады «близких соратников режима» за голосование о признании независимости «так называемых республик в Донецке и Луганске».
24 марта 2022 года, на фоне вторжения России на Украину, включён в санкционный список США за «соучастие в войне Путина» и «поддержку усилий Кремля по вторжению в Украину», Госдеп США заявил что депутаты Госдумы используют свои полномочия для преследования инакомыслящих и политических оппонентов, нарушают свободу информации, ограничивают права человека и основные свободы граждан России.
По аналогичным основаниям, с 11 марта 2022 года находится под санкциями Великобритании. С 25 февраля 2022 года находится под санкциями Швейцарии. С 26 февраля 2022 года находится под санкциями Австралии. С 12 апреля 2022 года находится под санкциями Японии. Указом президента Украины Владимира Зеленского от 7 сентября 2022 находится под санкциями Украины. С 3 мая 2022 года находится под санкциями Новой Зеландии.

## Награды
- Медаль ордена «За заслуги перед Отечеством» II степени (13 октября 2014 года) — за активную законотворческую деятельность и многолетнюю добросовестную работу[25].
- Почётная грамота Тюменской областной Думы[7].
- Почётная грамота Президента Российской Федерации (12 июня 2013 года) — за большой вклад в развитие российского парламентаризма и активную законотворческую деятельность[26].
- Благодарность Президента Российской Федерации (21 октября 2009 года) — за плодотворную законотворческую и общественную деятельность[27].
- Благодарственное письмо Президента Российской Федерации.
- Почетный знак Государственной Думы Федерального Собрания Российской Федерации «За заслуги в развитии парламентаризма».
- Памятный знак «МПА СНГ. 30 лет» (16 ноября 2023 года, Межпарламентская ассамблея СНГ) — за заслуги в деле развития и укрепления парламентаризма, за вклад в развитие и совершенствование правовых основ функционирования Содружества Независимых Государств, укрепление международных связей и межпарламентского сотрудничества[28].